# Alin Mărginean
Lucian-Alin Mărginean (n. 11 iulie 1970, Cluj-Napoca, Cluj, România) este un pilot român de raliuri.

## Activitate sportivă

### Campionatul Național de Raliuri
A debutat în competițiile auto la 15 ianuarie 1994, în cadrul Cupei „Alpha”, un concurs desfasurat pe kartodromul din Cartierul Gheorgheni al orasului Cluj–Napoca, concurand pe un Ford Escort RS, cu care s-a clasat pe primul loc al Clasei 1600 cmc.
A pilotat primul Mitsubishi Lancer EVO IV de Grupa N din România, în Raliul Timisoare 1999.
Tot in anul competitional 1999 dar cu ocazia RALIULUI TIMKEN 100 - CLUJ-NAPOCA desfasurat intre 28-31 mai, aliniaza la startul acestui raliu de casa aceeasi masina de concurs; Mitsubishi Lancer Evolution 4. Impreuna cu copilotul Bogdan Pena (verisorul sau) castiga prima proba speciala a Raliului Timken 100, proba speciala fiind “Kartodrom”. Acest debut senzational al raliului este consemnat de catre toate ziarele locale. In continuare prezentam relatarea de la fata locului a reporterului ziarului Sport care in numarul sau din 29 mai consemna pe prima pagina: “Aperitivul Timken 100 Rally: Clujeanul Alin Marginean l-a surclasat pe campionul Titi Aur. Aproximativ 5.000 de spectatori au asistat la prima etapa a Timken Rally, actuala denumire a Raliului Clujului. Proba speciala cu numarul 1 s-a “alergat” pe kartodromul din Gheorgheni”.
In competitia CNR – Campionatul National de Raliuri al anului 2002 si cu ocazia RALIULUI BANATULUI 2002, ocupa LOCUL 3 masina de concurs fiind un Mitsubishi Lancer EVO 6,5 Tommi Makinen Limited Edition pregatita pentru Grupa N a FIA. De mentionat ca la proba speciala desfasurata in centrul orasului si in fata unui numeros public ce a savurat acest eveniment, se claseaza pe locul 2 al timpilor obtinuti la proba speciala show a raliului, la o diferenta de numai 0,5 secunde de locul 1 al probei.
In competitia CNR – Campionatul National de Raliuri al anului 2002 si cu ocazia RALIULUI BANATULUI 2002, ocupa LOCUL 3 masina de concurs fiind un Mitsubishi Lancer EVO 6,5 Tommi Makinen Limited Edition pregatita pentru Grupa N a FIA. De mentionat ca la proba speciala desfasurata in centrul orasului si in fata unui numeros public ce a savurat acest eveniment, se claseaza pe locul 2 al timpilor obtinuti la proba speciala show a raliului, la o diferenta de numai 0,5 secunde de locul 1 al probei.
In competitia CNR – Campionatul National de Raliuri al anului 2002 si cu ocazia RALIULUI BANATULUI 2002, ocupa LOCUL 3 masina de concurs fiind un Mitsubishi Lancer EVO 6,5 Tommi Makinen Limited Edition pregatita pentru Grupa N a FIA. De mentionat ca la proba speciala desfasurata in centrul orasului si in fata unui numeros public ce a savurat acest eveniment, se claseaza pe locul 2 al timpilor obtinuti la proba speciala show a raliului, la o diferenta de numai 0,5 secunde de locul 1 al probei.
In acelasi an competitional 2002, dar cu ocazia Raliului Argesului desfasurat pe dealurile din jurul orasului Pitesti, pe un traseu cu o conformatie 100% macadam si cu multe viraje mascate si de mare viteza, castiga PS 2 – Budeasa in clasamentul general al raliului cu o masina pregatita pentru grupa N a Campionatului National de Raliuri - CNR 2002; este vorba despre acelasi model Mitsubishi Lancer Evolution 6,5 - Tommi Makinen Limited Edition.  
După o pauză de 6 ani, în 2008 a revenit în Campionatul Național de Raliuri al României, cu un Mitsubishi Lancer EVO IX de Grupa N, avându-l alături pe copilotul Virgiliu Dumbrăvan.

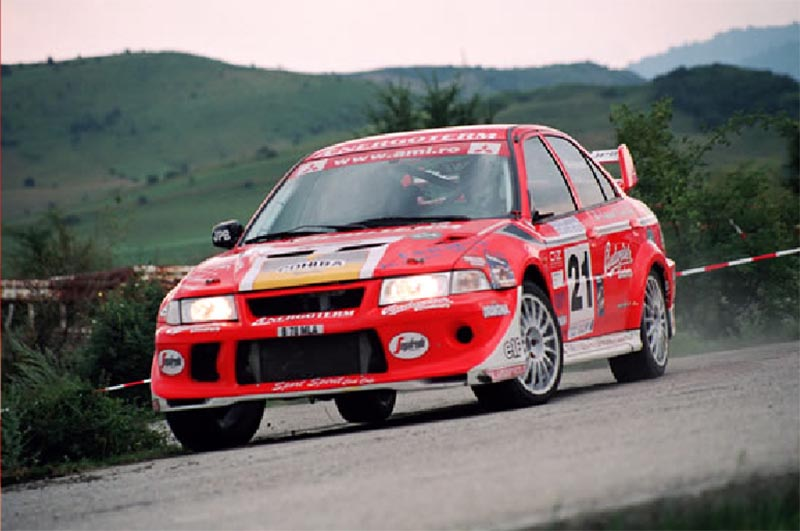

Trece la Grupa H cu acelasi Mitsubishi Evo IX, unde isi adjudeca intr-un mod clar titlul de Campion National Absolut al Grupei H – grupa cea mai disputata din Campionatul National de Raliuri al FRAS. Parcursul a fost realizat cu 47 de puncte si doua victorii absolute la Brasov (raliu disputat pe asfalt) si cel de la Iasi (raliu de macadam 100%). Toate celelalte clasari au validat anul exceptional al lui Marginean, cu clasari doar pe podiumul competitional al grupei si clasei H. Pe tot parcursul anului competitional au fost o grupa respectiv o clasa foarte disputata, implicit cu participare internationala si masini de concurs extrem de bine pregatite tehnic; asa cum s-a si vazut din toate inscrierile si participarile in acest an competitional asa cum spuneam, atat de disputat.
Campion National Absolut al Clasei H9 in Campionatul National de Raliuri al FRAS in Romania. Masina de concurs a fost un Mitsubishi Lancer Evolution IX. A fost un an competitonal extrem de disputant, multe masini extrem de bine pregatite si o implicare absoluta a echipelor tehnice.

### Campionatul Național de Viteză pe Traseu Montan
În cadrul Campionatului Național de Viteză pe Traseu Montan - CNVTM ediția 2002, s-a clasat pe locul 3 în Clasamentul General Grupa N. Obține astfel titlul de Vicecampion Național al Grupei N, cu un Mitsubishi Lancer EVO 6,5 Tommi Makinen Limited Edition. De asemenea, este declarat Vicecampion National al Clasei N4 al CNVTM in anul competitional 2002.

## Activități de Public Relations

### Gala Campionilor FRAS 2009
În cadrul Galei Campionilor FRAS 2009 - eveniment desfășurat la Sinaia îl are invitat de onoare pe Dan Negru, alături de care evoluează la gala demonstrativă din centrul orașului.

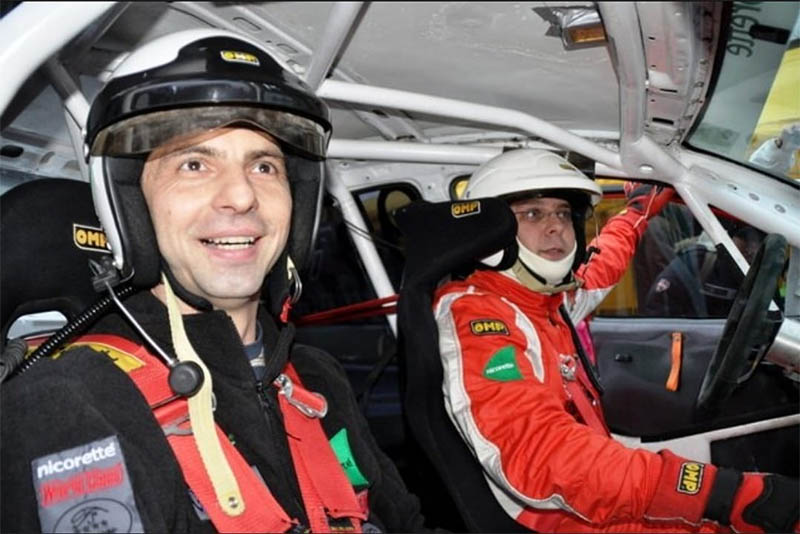

### Steaua Rangers – H.C.Barcelona
In data de 23 ianuarie 2010 Campionul Absolut de Raliuri Grupa H, Alin Marginean, si-a prezentat masina de concurs cu care a obtinut aceste rezultate, contribuind apoi la show-ul organizat la lansarea oficiala a echipei de hochei de gheață Steaua Rangers. Acest moment istoric a avut loc la Patinoarul Mihai Flamaropol din București unde, intr-o atmosfera absolut incedinara Steaua Rangers a intalnit intr-un meci vedeta, pe HC Barcelona. Astfel, echipa de hochei pe gheață Steaua Rangers a invins Barcelona, scor 9-4, la primul meci sub aceasta titulatura, pe patinoarul Mihai Flamaropol. Pentru stelisti, golurile au fost marcate de Razvan Lupascu, Ioan Timaru, Andrei Butocinov (2), Roberto Gliga (20< Denis Zabludovski, Cam Severson si Marius Marcus.De partea cealalta, pentru catalani au inscris Juan Munoz, Danilo Didkovski, Mikael Boberg si Orio Boronat.
In data de 23 ianuarie 2010 Campionul Absolut de Raliuri Grupa H, Alin Marginean, si-a prezentat masina de concurs cu care a obtinut aceste rezultate, contribuind apoi la show-ul organizat la lansarea oficiala a echipei de hochei de gheață Steaua Rangers. Acest moment istoric a avut loc la Patinoarul Flamaropol din Bcuresti unde, intr-o atmosfera absolut incedinara Steaua Rangers a intalnit intr-un meci vedeta, pe HC Barcelona. Astfel, echipa de hochei pe gheață Steaua Rangers a invins Barcelona, scor 9-4, la primul meci sub aceasta titulatura, pe patinoarul Mihai Flamaropol. 
Lovitura onorifica de la inceputul meciului a fost data de Marius Lacatus, in timp ce in prima pauza a avut loc o demonstratie absoluta de pilotaj pe gheață a Campionului National Absolut de raliuri, Alin Marginean.
“Ceea ce m-a suprins placut a fost insa prestatia Campionului National Absolut de Raliuri H - pilotul de raliu Alin Marginean care in pauza primei reprize a facut o scurta reprezentatie pe gheață fara a avea masina echipata cu cauciucuri de iarna”.

## Activitate profesională
După ieșirea din activitatea competițională în automobilism, bazându-se pe studiile de drept și economie pe care le are, Alin Mărginean a intrat în domeniul afacerilor. În prezent este managerul unei cunoscute instituții private din domeniul sănătății.

## Activități culturale și sociale
Este activ și în plan cultural și social. Pasionat de ezoterism și istorie, a publicat la Editura Eikon în anul 2017 cartea „Giacomo Casanova- Arta de a păși mereu lângă prăpastie, fără a cădea în ea”, iar în anul 2018 a editat la aceeași companie culegerile de documente „Constantin Bellu și Supremul Consiliu în ancheta Securității”, respectiv „Constantin Bellu și redeșteptarea Supremului Consiliu în exil (1969); percepții ale Securității”, ultima în colaborare cu istoricul Silviu B. Moldovan. 
Pentru activitățile sale culturale a obținut Premiul Național Olimpian Ungherea, acordat de MLNR pentru planșa de arhitectură "Giacomo Casanova-arta de a păși mereu pe lângă prăpastie fără a cădea în ea", Diploma de excelență a Editurii Eikon-2019 și Premiul de excelență al Centrului de Studii Regionale și Pluraliste Transilvania, 2019.
Alin L. Mărginean este membru în mai multe organizații non-guvernamentale din România și din străinătate, dintre care amintim: Societatea Română de Reabilitare Medicală, Forumul B'nai B'rith România, Chatham House - The Royal Institute for International Affaires - Marea Britanie.